# Aquilini de Milà
Aquilini de Milà o de Colònia (mort el 1015 o el segle VII segons les fonts), és venerat com a màrtir per l'església catòlica i la seva festa se celebra el 29 de gener.
No s'ha de confondre amb un altre Aquilini, que va ser assassinat durant el regnat del rei vàndal Hunneric el 484. Tampoc s'ha de confondre amb un primer bisbe de Colònia que es deia Aquilini.

## Biografia
Nascut a Würzburg en una família noble, va estudiar teologia a Colònia, on es va convertir en sacerdot. Se li va oferir el bisbat de Colònia, però s'hi va negar, preferint convertir-se en un predicador errant.
Va viatjar a París, on va curar miraculosament algunes persones del còlera. Com a resultat, se li va oferir el bisbat de París, però també s'hi va negar. Va viatjar a Pavia, on va predicar contra els càtars, els maniqueus i els arris.
Després va viatjar a Milà, on, segons la tradició local, va ser apunyalat per un membre d'una d'aquestes sectes, juntament amb el seu company Constanci (Costanzo). El seu cos va ser llançat a un desguàs, a prop de la Porta Ticinese. El seu cos va ser trobat i enterrat a la Basílica de Sant Llorenç, Milà. Se li dedica la Cappella di Sant'Aquilino .